# Chuck Arnason
Ernest Charles „Chuck“ Arnason (* 15. Juli 1951 in Ashern, Manitoba) ist ein ehemaliger kanadischer Eishockeyspieler, der in seiner aktiven Zeit von 1968 bis 1981 unter anderem für die Canadiens de Montréal, Atlanta Flames, Pittsburgh Penguins, Kansas City Scouts, Colorado Rockies, Cleveland Barons, Minnesota North Stars und Washington Capitals in der National Hockey League gespielt hat. Sein Sohn Tyler ist ebenfalls ein professioneller Eishockeyspieler.

## Karriere
Chuck Arnason begann seine Karriere als Eishockeyspieler bei den Selkirk Steelers, für die er in der Saison 1968/69 in der Manitoba Junior Hockey League aktiv war. Mit 36 Toren war er in dieser Spielzeit der beste Torschütze der gesamten Liga. Anschließend spielte der Flügelspieler zwei Jahre lang für die Flin Flon Bombers in der Western Canada Hockey League. In dieser konnte er vor allem in der Saison 1970/71 überzeugen, als er als bester Torschütze und Topscorer in das erste All-Star Team der Juniorenliga gewählt wurde. Daraufhin wurde er im NHL Amateur Draft 1971 in der ersten Runde als insgesamt siebter Spieler von den Canadiens de Montréal ausgewählt. Für die Canadiens spielte er von 1971 bis 1973 in der National Hockey League sowie parallel für deren Farmteam Nova Scotia Voyageurs in der American Hockey League.
Im Anschluss an die Saison 1972/73 wurde Arnason an die Atlanta Flames abgegeben. Für diese spielte er anschließend jedoch nur ein halbes Jahr, ehe er am 4. Januar 1974 zusammen mit Bob Paradise im Tausch gegen Al McDonough an die Pittsburgh Penguins abgegeben wurde. In Pittsburgh konnte sich der Kanadier in der Folgezeit einen Stammplatz im NHL-Kader erkämpfen, jedoch entschieden sich die Verantwortlichen dazu, ihn im Januar 1976 zu den Kansas City Scouts zu transferieren. Zwischen 1976 und 1979 wechselte der Rechtsschütze mehrfach den Verein und spielte in der NHL für die Colorado Rockies, Cleveland Barons, Minnesota North Stars und Washington Capitals, sowie in der Central Hockey League für die Phoenix Roadrunners und Oklahoma City Stars.
Die gesamte Saison 1979/80 verbrachte Arnason bei den Dallas Black Hawks in der Central Hockey League. Zuletzt spielte er in der Saison 1980/81 für den Kölner EC in der Eishockey-Bundesliga, für den er in 16 Spielen fünf Tore erzielte und sieben Vorlagen gab. Anschließend beendete er im Alter von 30 Jahren seine Karriere.

## Erfolge und Auszeichnungen
- 1969 Bester Torschütze der Manitoba Junior Hockey League
- 1971 Western Canada Hockey League First All-Star Team
- 1971 Bester Torschütze der Western Canada Hockey League
- 1971 Topscorer der Western Canada Hockey League
- 1971 Brownridge Trophy
- 1972 Calder-Cup-Gewinn mit den Nova Scotia Voyageurs